# Jérémie Makiese
Jérémie Makiese (Antwerpen, 15 juni 2000) is een Belgisch zanger en professioneel voetballer.

## Biografie
Makiese werd geboren in Antwerpen uit Congolese ouders en verhuisde op zijn zesde naar Brussel. Hij raakte in 2021 bekend dankzij zijn deelname aan The Voice Belgique, de Franstalige versie van The Voice. Hij wist het negende seizoen van deze talentenjacht te winnen.
In september 2021 werd Makiese door de RTBF aangeduid om België te vertegenwoordigen op het Eurovisiesongfestival 2022 in Italië. Met het lied Miss You plaatste de 21-jarige Makiese zich in de tweede halve finale op donderdag 12 mei in Turijn voor de finale van de liedjeswedstrijd op 14 mei. Daar behaalde hij de 19e plaats, in hoofdzaak met punten van de vakjury.
Naast zijn zangcarrière was Makiese ook actief in het voetbal. In september 2021 tekende hij een contract als doelman bij Excelsior Virton in afdeling 1B, waar hij bij de beloften zat.

## Discografie

### Singles
| Single met hitnotering(en) in de Vlaamse Ultratop 50 | Datum van verschijnen | Datum van binnenkomst | Hoogste positie | Aantal weken | Opmerkingen                                    |
| ---------------------------------------------------- | --------------------- | --------------------- | --------------- | ------------ | ---------------------------------------------- |
| Miss You                                             | 10-03-2022            | 20-03-2022            | 1               | 20           | Inzending Eurovisiesongfestival 2022 / platina |

1956: Fud Leclerc + Mony Marc · 
1957: Bobbejaan Schoepen · 
1958: Fud Leclerc · 
1959: Bob Benny · 
1960: Fud Leclerc · 
1961: Bob Benny · 
1962: Fud Leclerc · 
1963: Jacques Raymond · 
1964: Robert Cogoi · 
1965: Lize Marke · 
1966: Tonia · 
1967: Louis Neefs · 
1968: Claude Lombard · 
1969: Louis Neefs · 
1970: Jean Vallée · 
1971: Lily Castel & Jacques Raymond · 
1972: Serge & Christine Ghisoland · 
1973: Nicole & Hugo · 
1974: Jacques Hustin · 
1975: Ann Christy · 
1976: Pierre Rapsat · 
1977: Dream Express · 
1978: Jean Vallée · 
1979: Micha Marah · 
1980: Telex · 
1981: Emly Starr · 
1982: Stella · 
1983: Pas de Deux · 
1984: Jacques Zegers · 
1985: Linda Lepomme · 
1986: Sandra Kim · 
1987: Liliane Saint-Pierre · 
1988: Reynaert · 
1989: Ingeborg · 
1990: Philippe Lafontaine · 
1991: Clouseau · 
1992: Morgane · 
1993: Barbara · 
1995: Frédéric Etherlinck · 
1996: Lisa del Bo · 
1998: Mélanie Cohl · 
1999: Vanessa Chinitor · 
2000: Nathalie Sorce · 
2002: Sergio & The Ladies · 
2003: Urban Trad · 
2004: Xandee · 
2005: Nuno Resende · 
2006: Kate Ryan · 
2007: The KMG's · 
2008: Ishtar · 
2009: Copycat · 
2010: Tom Dice · 
2011: Witloof Bay · 
2012: Iris · 
2013: Roberto Bellarosa · 
2014: Axel Hirsoux · 
2015: Loïc Nottet · 
2016: Laura Tesoro · 
2017: Blanche · 
2018: Sennek · 
2019: Eliot · 
2021: Hooverphonic · 
2022: Jérémie Makiese · 
2023: Gustaph · 
2024: Mustii · 
2025: Red Sebastian